# L'Observateur du Maroc
L'Observateur du Maroc est un magazine hebdomadaire marocain indépendant francophone d'information générale qui a vu le jour en octobre 2008. L’Observateur du Maroc totalisait au début du mois d'octobre 2021 plus d'un million d'abonnés sur Facebook. Le journal appartient à Global Media Holding.